# Питърмарицбург
Питърмарицбург или Питермарицбург (на африкаанс: Pietermaritzburg) е град в Южноафриканската република, административен център на провинция Квазулу-Натал, на окръг Умгунгундлову и на община Мсундузи.
Разговорно е наричан Марицбург или името е съкращавано до ПМБ.
Към 2011 година площта му е 126,15 квадратни километра, населението е 223 448 души, в 69 731 домакинства.

## История
Основан е през 1838 година от бурски заселници. Наименуван е в чест на Питер Ретиф и Герхард Мариц - лидери на бурите, които първи се заселват по тези места и са убити от местни зулуси.
Градът е известен с това, че е посетен от младия Махатма Ганди; тогава в Питермарицбург го заставят да напусне влака, тъй като отказва да мине от вагон първа класа във вагон трета класа, за да седне европеец (макар че самият Ганди е с билет за първа класа). Този инцидент е между причините, подбудили Ганди да започне борба срещу дискриминацията на заселниците от Индия в Южна Африка. Понастоящем в центъра на града е издигнат паметник на Ганди.